# ホーエンツォレルン橋
ホーエンツォレルン橋（ホーエンツォレルンきょう、ドイツ語: Hohenzollernbrücke）はドイツ、ケルンのライン川に架かる鉄橋である。
1859年にケルン中央駅の開業と同時に開通したドーム橋が増え続ける輸送量に対応できなくなり、橋の架け替えが計画された。
1911年、旧橋の北側に新鉄道橋、南側に道路橋が建設された。数年後、旧橋は解体され、もう一本鉄道橋が建設された。これで鉄道は複々線となった。道路橋はトラムの線路が敷かれていた。橋脚には装飾的な建物が付属しており、大聖堂と調和するように設計された。
第二次世界大戦中、橋は爆撃機の攻撃目標となっていたが、1945年初頭までは損傷は軽微で使用可能だった。しかし、3月に入ると西からアメリカ軍の地上部隊がケルンに進入し市街戦となった。ドイツ軍守備隊は撤退直前に橋を爆破した。
1948年、仮設の橋が架けられ、修復工事が開始された。道路橋と装飾的な建物は撤去された。1959年、修復工事は完了した。
1975年にSバーンの運行が開始され、運行本数は増加していた。このため、ケルン中央駅にプラットフォームが増設され、ホーエンツォレルン橋も北側に新しい鉄道橋が建設された。この橋は既存の橋と全く同じデザインで設計されているが、鉄骨の連結部はリベットの代わりに溶接で接合されている。工事は1989年に完了した。
現在は歩行者用の通路があり徒歩で渡ることもできる。ホーエンツォレルン橋はドイツでもっとも列車の通過本数が多い橋で、ケルン中央駅とケルン・メッセ/ドイツ駅を結んでいる。
橋の欄干に、愛の南京錠が大量にかかっていることでも知られる。

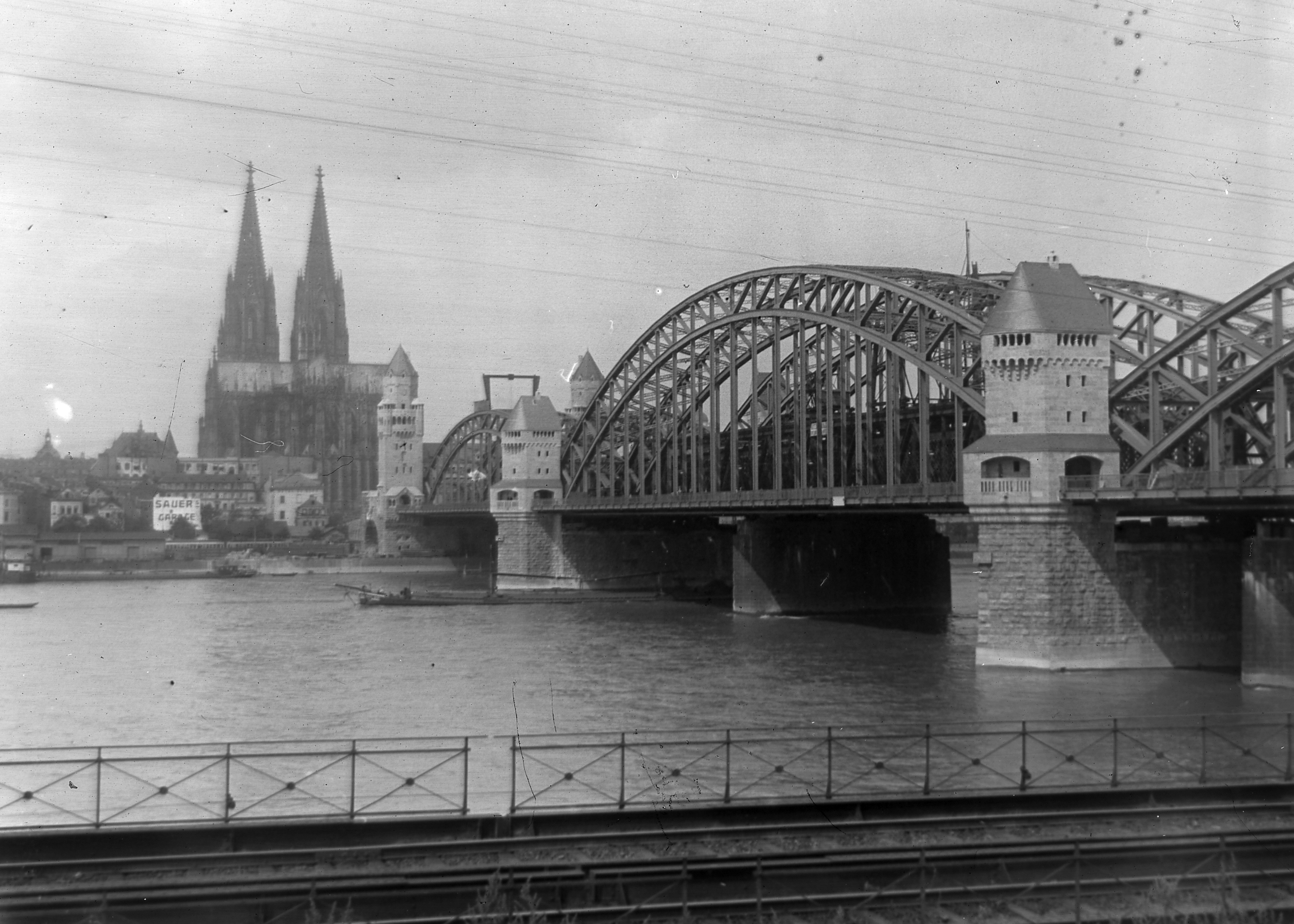
1917年頃
1930年代
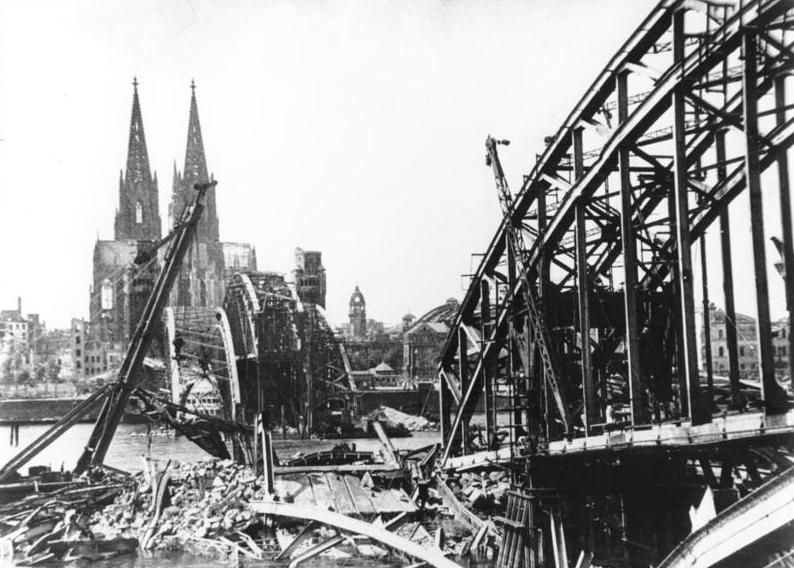
戦後の修復工事
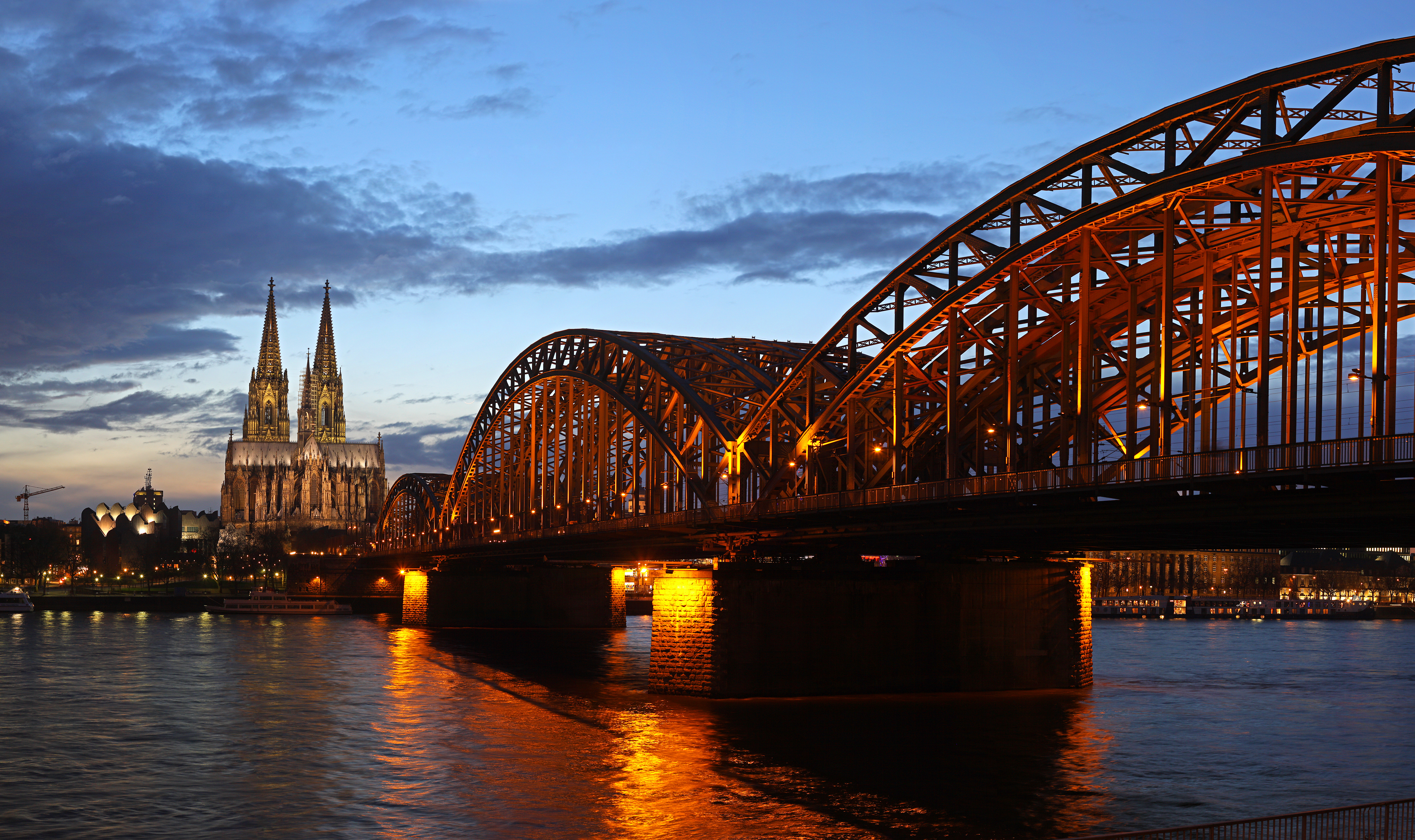
夜景　2009年